# رحمت‌آباد (جویم)
رحمت‌آباد (جویم)، روستایی از توابع بخش مرکزی شهرستان جویم در استان فارس ایران است.

## آبشار

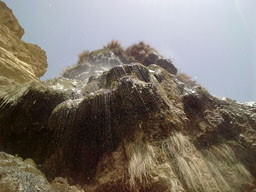
آبشار رحمت آباد جویم

آبشار رحمت آباد جویم آبشاری در نزدیکی روستای رحمت آباد شهرستان جویم است که ۲۰ متر ارتفاع و اب بسیار سبکی دارد.
کمی دورتر از نخل، باقی‌مانده آثار یک شهر کوچک در دشتی مسطح قرار دارد. در بالاترین قله این کوه قلعه باستانی کیقباد وجود دارد که عبور آب از تمامی اتاق‌ها و سالن‌ها و طبقه‌های آن و تعبیه استخرهای کوچک و متوسط در این مجموعه نشان دهنده رواج آئین میترائیسم در دوره‌های پیش از اسلام را در منطقه رحمت آباد جویم است.

## کاخ کیقباد
کاخ کیقباد مربوط به سده‌های متاخر دوران‌های تاریخی پس از اسلام است و در شهرستان جویم، بخش مرکزی جویم، ۱۹ کیلومتری شمال شهر جویم، منطقه رحمت آباد، در جوار آبشار رحمت آباد واقع شده و این اثر در تاریخ ۱۸ شهریور ۱۳۸۷ با شمارهٔ ثبت ۲۳۴۰۷ به‌عنوان یکی از آثار ملی ایران به ثبت رسیده‌است.